# BEST All Singles & Covers Hits
『BEST All Singles & Covers Hits』は、BENIの2枚目のベスト・アルバム。2014年6月11日にユニバーサルミュージックよりリリースされた。

## 概要
アルバムとしては6ヶ月ぶり、ベストアルバムとしては6年ヶ3月ぶりとなるアルバム。「安良城紅」から「BENI」に改名した2008年以後のシングルと、カバーアルバム3枚の楽曲が収録されている。

### 仕様
「通常盤」「スペシャルプライス盤」「豪華盤」の3形態で発売。豪華盤には過去のシングルのミュージックビデオ20曲が収録されたDVDとスペシャルフォトブックが付属。豪華盤のジャケットはファンクラブでのファン投票によって選ばれた

## チャート成績
2014年6月23日付のオリコン週間ランキングでは初動2万2千枚を売り上げ、週間4位にランクインした。2022年8月現在6番目に売れたアルバム。

## 収録曲

### CD

#### Disc 1
1. もう二度と…
9thシングル
2. Kiss Kiss Kiss
10thシングル
3. 恋焦がれて
11thシングル
4. ずっと二人で
12thシングル
5. KIRA☆KIRA☆
13thシングル
6. サイン
14thシングル
7. bye bye
15thシングル
8. ユラユラ
16thシングル
9. ギミギミ♥
16thシングル
10. Heaven's Door
17thシングル
11. 2FACE
18thシングル
12. 好きだから。
19thシングル
13. 声を聞かせて
20thシングル
14. crazy girl
20thシングル
15. Darlin'
21stシングル

#### Disc 2
1. 永遠
22ndシングル
2. さつきあめ
23rdシングル
3. OUR SKY
24thシングル
4. Ti Amo
『COVERS』収録曲
5. LA・LA・LA LOVE SONG
『COVERS』収録曲
6. 瞳をとじて
『COVERS』収録曲
7. 桜坂
『COVERS』収録曲
8. いとしのエリー
『COVERS』収録曲
9. 奏（かなで）
『COVERS』収録曲
10. 歌うたいのバラッド
『COVERS:2』収録曲
11. Lovers Again
『COVERS:2』収録曲
12. 粉雪
『COVERS:3』収録曲
13. 愛唄
『COVERS:3』収録曲
14. YOUR SONG
新曲。エルトン・ジョンのカバー。ソニー生命CMソング
15. もう二度と… Rebirth
新曲。9thシングルのストリングスアレンジでのセルフカバー。5月21日に先行配信[5]

### DVD
Music Video Collection 2008-2014
1. もう二度と…
2. Kiss Kiss Kiss
3. 恋焦がれて
4. ずっと二人で
5. KIRA☆KIRA☆
6. サイン
7. bye bye
8. ユラユラ
9. ギミギミ♥
10. Heaven's Door
11. 2FACE
12. 好きだから。
13. 声を聞かせて
14. crazy girl
15. Darlin'
16. 永遠
17. さつきあめ
18. OUR SKY
19. ずっと二人で (unplugged version)
20. もう二度と… Rebirth